# Jean Louis Augustin Besquent
Jean Louis Augustin Besquent est un homme politique français né le 17 décembre 1746 au Puy-en-Velay (Haute-Loire) et mort le 1er août 1808.

## Biographie
Juge de paix, maire du Puy-en-Velay, il est député de la Haute-Loire de 1804 à 1808.